# Lenni Viitala
Vilho Lennart „Lenni” Viitala (ur. 8 listopada 1921 w Nurmo, zm. 24 lutego 1966 w Jyväskylän maalaiskunta) – fiński zapaśnik. Złoty medalista olimpijski z Londynu.
Walczył w obu stylach, w obu odnosił międzynarodowe sukcesy, jednak medal olimpijski zdobył w wolnym. W Londynie w 1948 zwyciężył w wadze muszej. W 1946 był mistrzem Europy w tej samej kategorii, a rok później wywalczył brąz w rywalizacji klasyków. Wielokrotnie był mistrzem Finlandii (w obu stylach).

## Starty olimpijskie
Londyn 1948
- styl wolny do 52 kg – złoto